# Уцуро-буне

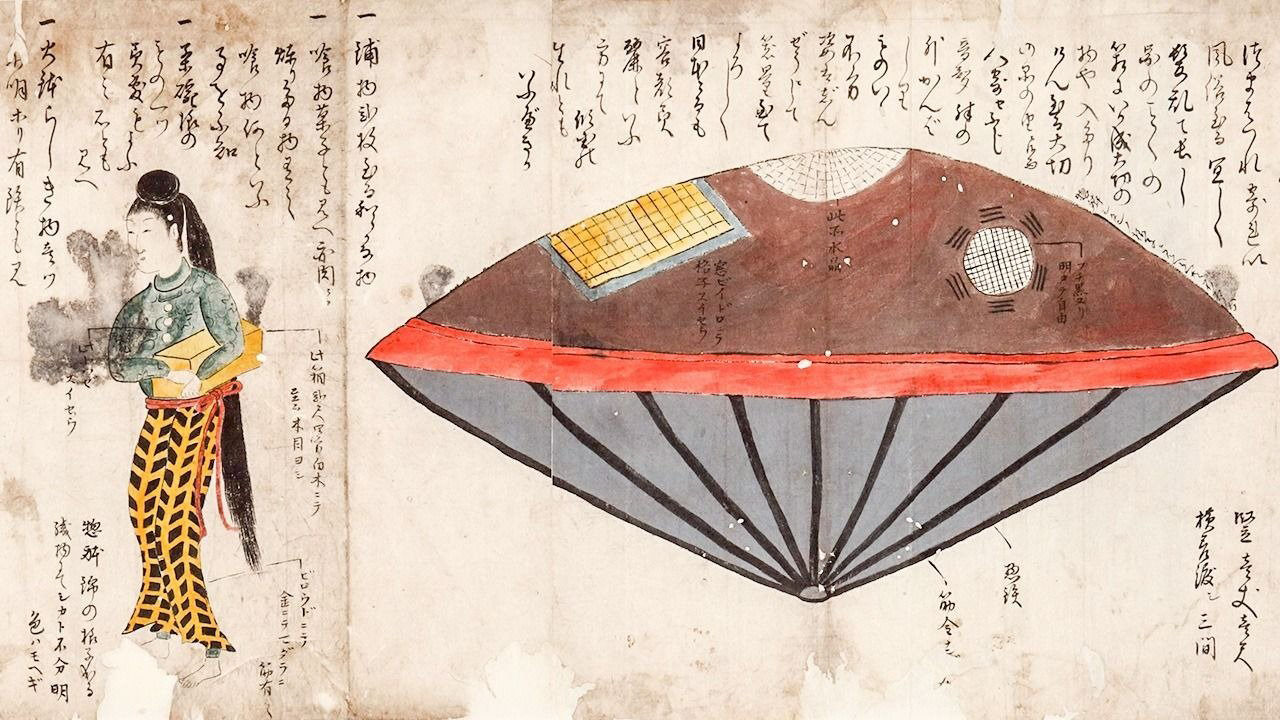
Уцуро-буне. Дивний човен приплив до берега володаря Огасавари.

Уцуро-буне (嚚фуне, порожнистий човен), також Уцуро-фуне та Уробуне — невідомий об'єкт, який нібіто викинуло на берег у 1803 році в провінції Хітачі на східному узбережжі Японії. Уцуро означає «порожнистий», і -буне (від fune) означає «човен». Розповіді про цей інцидент містяться в чотирьох текстах: Oushuku Zakki (1815), Toen Shōsetsu (1825), Hyōryū Kishū (1835) та Ume-no-chiri (1844).
Згідно з легендою, 22 лютого 1803 року на борту «порожнистого човна» прибула молода жінка віком від 18 до 20 років. Рибалки привезли її вглиб країни, але вона не могла спілкуватися японською мовою. Рибалки повернули її разом із судном у море, і воно відплило геть.
Історики, етнологи та фізики, такі як Кадзуо Танака та Янаґіта Куніо, обговорювали цю легенду як частину давньої традиції японського фольклору .   Деякі уфологи стверджували, що історія є доказом близького котнакту з позаземним життям . 

## Історичні джерела
Найвідоміші версії легенди містяться в чотирьох текстах:
- Oushuku Zakki (鶯宿雑記; Різні нотатки з солов’їної корчми), написане Комаї Норімурою близько 1815 року.
- Toen Shōsetsu (яп. 兎園小説, Казки з кролячого саду) , складений у 1825 році Кьокутеєм Бакіним . Рукопис сьогодні виставлено в Мукю-Кай-Тошокан у Мачіді (префектура Токіо ).
- Hyōryū Kishū (яп. 漂流紀集, Щоденники та історії потерпілих у корабельних аваріях) , написана в 1835 році невідомим автором. Сьогодні вона виставлена в бібліотеці Університету Тенрі в місті Тенрі, префектура Нара .
- Ume-no-chiri (яп. 梅の塵, Пил сливи), написаний у 1844 році Нагахаші Матаджіро. Сьогодні він виставлений у приватній бібліотеці Івасе-Бунко-Тошокан у місті Нара .

Toen Shōsetsu містить найдетальнішу версію історії.    

## Легенда

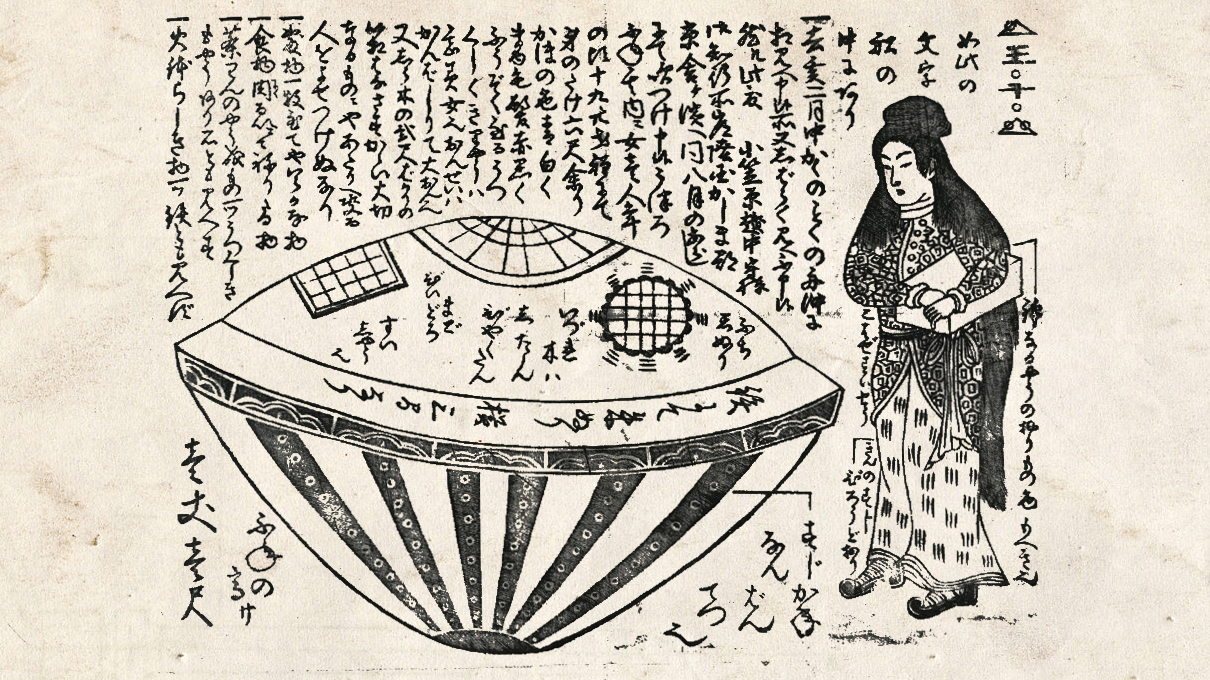
Малюнок Уцуро-буне тушшю, Нагахасі Матадзіроу (1844).

### Toen Shōsetsu
22 лютого 1803 року рибалки на узбережжі Хараядорі (はらやどり) провінції Хітачі  побачили дивне судно, яке дрейфувало в морі. Вони відбуксирували судно на сушу і виявили, що воно було 3.30 метрів у висоту і 5,45 метрів у ширину. Його форма нагадувала їм коро (японську курильницю). Верхня частина була зроблена з палісандра, покритого червоним лаком, а нижня була покрита металевими пластинами.   
У верхній частині було кілька вікон зі скла або кришталю, закритих ґратами і забитих деревною смолою. Вікна були абсолютно прозорі, і спантеличені рибалки заглядали всередину. Внутрішня сторона Уцуро-буне була прикрашена текстами, написаними невідомою мовою. Як не дивно, один із символів всередині судна нагадував нинішній прапор Південної Кореї . 
Потім рибалки побачили молоду жінку, ймовірно 18-20 років. Її зріст був 1,5 метрів. Жінка мала руде волосся та брови, волосся подовжене штучним білими нарощенням. На ній був довгий і гладкий одяг з невідомих тканин.   
Жінка заговорила, але її ніхто не зрозумів. Вона, здається, теж не розуміла рибалок, тому ніхто не міг запитати про її походження. Незважаючи на те, що таємнича жінка виглядала привітною та ввічливою, вона поводилася дивно, бо завжди тримала в руках квадратний ящик. Жінка не дозволяла нікому торкатися ящика, як би ласкаво чи наполегливо її не просили.   
Старий із села припустив: «Ця жінка могла бути принцесою чужого королівства, яка вийшла заміж на батьківщині. Але коли після заміжжя у неї був роман з городянином, це викликало скандал, і коханого в покарання вбили. Принцеса уникла смертної кари, її могли сховати в тому Уцуро-буне. Квадратний ящик може містити голову померлого коханця жінки. У минулому дуже схожий об’єкт із жінкою викинуло на берег на сусідньому пляжі.   
Оскільки це, здається, традиція відправляти ці човни в море, жителі міста вирішили повернути жінку до Уцуро-буне та дозволити їй відпливти. Містяни були налякані. В іншій версії дама з порожнистого човна залишається там і старіє.   

### Ume-no-chiri
24 березня 1803 року на пляжі Харато-Но-Хама (原舎浜)  в провінції Хітачі дивний «човен» викинуло на берег. Він нагадував свідкам каструлю для варіння рису.   
У човні знайшли 20-річну жінку. Сукня жінки була невідомого фасону і ніхто не міг її впізнати. Вона говорила невідомою мовою та тримала маленьку скриню, до якої нікому не дозволялося торкатися. 

## Інтерпретації

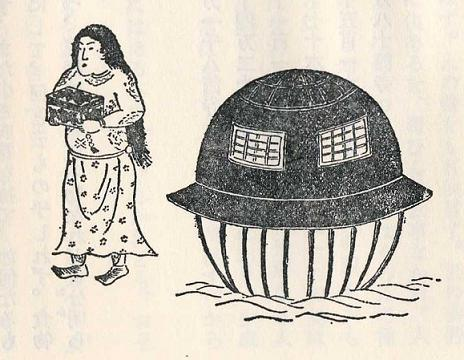
Малюнок тушшю Уцуро-буне Кьокутея Бакіна (1825).

### Історичні розслідування
Перші історичні дослідження інциденту Уцуро-буне були проведені в 1844 році Кьокутеєм Бакіним (1767–1848). Він повідомляє про книгу під назвою «Записи побаченого та почутого з Росії» (魯西亜聞見録), написану Канаморі Кінкен. У книзі описується традиційний російський одяг і зачіски, згадується популярний спосіб припилення волосся білою пудрою. Там також згадується, що багато російських жінок мають натуральне руде волосся і що вони носять спідниці, схожі на спідниці жінки з легенди.   Розповіді в книзі, швидше за все, базуються на досвіді Дайкокуя Кодаю .
Ґрунтуючись на книзі, Кьокутей припускає, що жінка, яка була в Уцуро-буне, могла бути російського походження. 

### Сучасні розслідування
Подальші розслідування інциденту в Уцуро-буне проводились у 1925 та 1962 роках етнологом та істориком Янагітою Куніо . Він зазначає, що круглі човни не були чимось незвичайним у Японії (див., наприклад, Tarai-bune); лише такі західні деталі, як вікна зі скла та мідні захисні пластини, роблять Уцуро-буне екзотичним. Він також виявив, що більшість легенд, схожих на легенди про Уцуро-буне, звучать однаково: хтось знаходить незнайому дівчину чи молоду жінку всередині круглого човна і рятує її або відправляє назад в океан.  
Доктор Кадзуо Танака (田中 嘉津夫), японський професор комп’ютерної та електроніки з Університету Гіфу в Токіо (東京), дослідив оригінальні рукописи в 1997 році. Він вважає надуманими популярні порівняння Уцуро-буне з сучасними спостереженнями за НЛО. Він зазначає, що Уцуро-буне з легенд ніколи не літає і не рухається самостійно, а також не демонструє жодних ознак надзвичайних технологій. Він просто нерухомо дрейфує на воді. Танака приходить до висновку, що казка про Уцуро-буне була літературною сумішшю фольклору та уяви. Він засновує свої припущення на дослідженнях Янагіти Куніо 1925 року.  
Своєрідний європейський вигляд жінки, верхня частина Уцуро-буне та невідомі письмена привели Танаку та Янагіту до висновку, що вся історія базується на історичних обставинах, де люди періоду Едо повністю закрили Японію від зовнішнього світу.

### Уфологія
В уфології легенда про Уцуро-буне була описана як ранній випадок задокументованої близької зустрічі третього виду на основі подібності між малюнками посудини періоду Едо та описами літаючих тарілок 20-го століття. Деякі уфологи припускають, що Уцуро-буне міг бути непізнаним плаваючим об'єктом.   

### Японський фольклор і культура
Ящик, який, згідно з розповідями, носила жінка і не дозволяла нікому брати в руки чи відкривати, має певну схожість зі скринькою ґехобако, яку везуть мандрівні Міко та Ітако. Ці ящики зазвичай містили магічні предмети, але також вважається, що в досучасні часи вони містили людські черепи. Це було б пов’язано з одним зі свідчень очевидців, який припускав, що вміст коробки може «містити голову померлого коханця жінки», оскільки вони розглядали таємницю жінки через призму власної японської культури.
Руде волосся
У японській культурі руде волосся асоціювалося з демонами та іноземцями з Європи (рудоволосими варварами).   Тому волосся жінки, описане як руде, ще більше означає її «інакшість».
У 1803 році, коли, як кажуть, стався цей інцидент, голландці були єдиними європейськими іноземцями, яким було дозволено в'їзд до Японії (в обмеженій кількості), що означало, що голландські чоловіки могли відвідувати країну, але голландським жінкам був заборонений в'їзд згідно з політикою сьогунату, який тримав Японію вкрай ізольованою. Танака припускає, що «Уцуро-буне» могло бути аварією європейського судна, а таємнича жінка була його пасажиром. 

## У манзі та аніме
Уцуро-буне — популярний мотив в манзі та аніме . Яскравим прикладом є телесеріал «Мононоке» (2007), який обертається навколо історій, розказаних мандрівником, відомим як «продавець ліків» (薬売り). В епізодах 3–5 головний герой розповідає історію Умібозу, в якій помітно фігурує затонулий Уцуро-буне. Тут він зображений як прикрашений, запечатаний, порожнистий стовбур дерева і містить тіло молодої жінки, яку принесли в жертву морським демонам. 
У третьому сезоні «Таємничих золотих міст» Уцуро-буне, що прибув із затонулого Третього Міста, опинився в лісі поблизу Каґошіми . Коли його активовано, він показує голограму жінки, яка повідомляє головним героям наступний ключовий предмет, який потрібно знайти.
17 серія аніме-серіалу «Принцеса вампірів Мію» під назвою «The Moray Boat» заснована на цій легенді.

## В інших медіа
Utsuro-bune (2021) — короткометражний фільм режисера Маккензі Шеппарда, натхненний данним інцидентом. У головній ролі Карл Глусман .

## Дитячий майданчик
У місті Хокота, префектура Ібаракі, був побудований дитячий майданчик на основі ілюстрації Уцуро-буне.